# Jonas Axeldal
Jonas Mikael Axeldal, född 2 september 1970 i Holm utanför Halmstad, är en svensk före detta fotbollsspelare som bland annat representerade Halmstads BK, Östers IF och Malmö FF i Sverige. Axeldal hade även en sejour som utlandsproffs i England och Italien då han spelade för Ipswich Town, Cambridge United och US Foggia. 
Axeldal är sedan 2024 tränare för Vittsjö GIK.

## Klubbkarriär
Axeldals moderklubb är Veinge IF. Som 17-åring gick han till Halmstads BK. Axeldal gjorde allsvensk debut 1990 i en 2–1-förlust mot AIK, där han blev inbytt mot Mats Lundgren.
Axeldal spelade 1992 och 1993 för Malmö FF. I MFF är han främst ihågkommen för sina två mål mot nykomlingen Helsingborgs IF på ett fullsatt Malmö Stadion sommaren 1993, då MFF hämtade in ett 0–3-underläge till slutresultatet 3–3.
Inför säsongen 1997 värvades Axeldal av italienska Serie B-klubben Foggia.

## Landslagskarriär
Axeldal var uttagen i den svenska truppen till OS 1992 i Barcelona men fick aldrig göra någon "riktig" A-landskamp.

## Tränarkarriär
2010 påbörjade Axeldal sin tränarkarriär i division 5-klubben Torekovs IK/Båstads GIF. I februari 2011 tog han över som tränare i Halmstads BK:s U17-lag. Inför säsongen 2013 blev han klar som tränare för division 4-klubben Markaryds IF.
Inför säsongen 2015 skrev Axeldal på för Falkenbergs FF, där han blev assisterande tränare till före detta lagkamraten Hasse Eklund. Han skulle komma att inneha rollen i sju säsonger. Till säsongen 2022 övertog Axeldal rollen som tränare i Vejby IF i division 3. Han efterträdde Magnus Arvidsson som haft positionen de fem senaste säsongerna. Inför 2023 värvades Axeldal till Laholms FK i division 2. Det uppdraget fick han dock lämna halvvägs in i säsongen.
I februari 2024 blev Axeldal klar som ny tränare för damallsvenska Vittsjö GIK, där han samarbetar med mångårige Vittsjö-tränaren Thomas Mårtensson.